# Harry Townes
Harry Rhett Townes (* 18. September 1914 in Huntsville, Madison County, Alabama; † 23. Mai 2001 ebenda) war ein US-amerikanischer Schauspieler. In seiner gut 40-jährigen Laufbahn als Fernseh- und Filmschauspieler stellte er in einer Reihe von Fernsehserien verschiedene Episodencharaktere dar. Ab 1974 fungierte er als Pfarrer der Episkopalkirche der Vereinigten Staaten von Amerika.

## Leben
Townes wurde am 18. September 1914 in Huntsville als Sohn von Charles Lee Townes und Jeanne Halsey Townes geboren und wuchs dort mit zwei Geschwistern auf. Er begann ein Studium an der University of Alabama in Tuscaloosa. Während dieser Zeit erhielt Townes erste Schauspielrollen. Nach seinem Abschluss zog er nach New York City, um an der dortigen Columbia University Schauspiel zu studieren.
In New York City erhielt er in den 1940er Jahren erste Theaterrollen. Er unterbrach aufgrund des Zweiten Weltkrieges seine Schauspiellaufbahn und diente vier Jahre in der United States Army Air Corps. Ende der 1940er Jahre erhielt er erste Episodenrollen in den Fernsehserien The Magic Cottage und Kraft Television Theatre, in denen er verschiedene Charaktere verkörperte. Weitere Engagements erhielt er in Western-Fernsehserien. So spielte er unter anderen in der Fernsehserie Johnny Ringo mit. In einer Nebenrolle war 1956 im Film Der Berg der Versuchung an der Seite von Spencer Tracy und Robert Wagner zu sehen. 1958 mimte er in Die Brüder Karamasow den Kirillow. 1967 spielte er an der Seite von Dick Van Dyke und Barbara Feldon als Mr Nowell in Die Lady und ihre Gauner. 1970 verkörperte er die Rolle des Houghton im Film Herrscher der Insel. Eine seiner letzten Filmrollen erhielt er 1984 als Bludge in Der Krieger und die Hexe an der Seite von David Carradine. Zuletzt war er 1988 in einer Episode der Fernsehserie Der Hogan-Clan zu sehen.
Townes wurde am 16. März 1974 in der St. Paul’s Cathedral zum bischöflichen Pfarrer ordiniert. Er diente in der St. Mary of the Angels Church in Hollywood. Aufgrund seines kirchlichen Amtes gingen Besetzungen in Serien- und Filmrollen merklich zurück. 1988 zog er sich von der Schauspielerei zurück und kehrte in seine Heimatstadt Huntsville zurück. Dort lebte er bis zu seinem Tod. Er verstarb am 23. Mai 2001 im Alter von 86 Jahren in seinem Haus in Huntsville. Er wurde auf dem Maple Hill Cemetery ebendort beigesetzt.

## Filmografie
- 1949–1951: The Magic Cottage (Fernsehserie)
- 1949–1958: Kraft Television Theatre (Fernsehserie, 15 Episoden, verschiedene Rollen)
- 1950–1952: Lux Video Theatre (Fernsehserie, 3 Episoden, verschiedene Rollen)
- 1951: Trapped (Fernsehserie, Episode 2x04)
- 1951: Robert Montgomery Presents (Fernsehserie, Episode 3x04)
- 1951–1952: Tales of Tomorrow (Fernsehserie, 2 Episoden, verschiedene Rollen)
- 1951–1958: Studio One (Fernsehserie, 12 Episoden, verschiedene Rollen)
- 1952: Curtain Call (Fernsehserie, Episode 1x08)
- 1952–1954: The Philco Television Playhouse (Fernsehserie, 2 Episoden)
- 1952–1962: Armstrong Circle Theatre (Fernsehserie, 10 Episoden, verschiedene Rollen)
- 1953: Mister Peepers (Fernsehserie, Episode 2x18)
- 1953: Eye Witness (Fernsehserie, Episode 1x01)
- 1953: The Other Wise Man (Fernsehfilm)
- 1953: Colonel Humphrey Flack (Fernsehserie, Episode 1x03)
- 1953: Campbell Playhouse (Fernsehserie, Episode 2x17)
- 1953–1954: Martin Kane, Private Eye (Fernsehserie, 3 Episoden)
- 1953–1954: The Web (Fernsehserie, 3 Episoden)
- 1953–1955: Kraft Television Theatre (Fernsehserie, 6 Episoden)
- 1954: The Big Story (Fernsehserie, Episode 5x21)
- 1954: Love Story (Fernsehserie, Episode 1x06)
- 1954: Suspense (Fernsehserie, 2 Episoden)
- 1954: The Man Behind the Badge (Fernsehserie, Episode 1x42)
- 1954: Inner Sanctum (Fernsehserie, 3 Episoden)
- 1954: Operation Manhunt
- 1954: The Mail Story (Fernsehserie, Episode 1x02)
- 1954–1955: Justice (Fernsehserie, 3 Episoden)
- 1954–1955: Danger (Fernsehserie, 4 Episoden)
- 1954–1960: Omnibus (Fernsehserie, 5 Episoden, verschiedene Rollen)
- 1955: Navy Log (Fernsehserie, Episode 1x06)
- 1955: Star Stage (Fernsehserie, Episode 1x16)
- 1956: Matinee Theatre (Fernsehserie, Episode 1x50)
- 1956: Medic (Fernsehserie, Episode 2x25)
- 1956: Der Berg der Versuchung (The Mountain)
- 1956: Star Tonight (Fernsehserie, Episode 2x41)
- 1956: Wire Service (Fernsehserie, Episode 1x01)
- 1956–1957: The Kaiser Aluminum Hour (Fernsehserie, 2 Episoden, verschiedene Rollen)
- 1956–1957: Alfred Hitchcock präsentiert (Alfred Hitchcock Presents, Fernsehserie, 2 Episoden, verschiedene Rollen)
- 1956–1958: Climax! (Fernsehserie, 9 Episoden, verschiedene Rollen)
- 1956–1960: General Electric Theater (Fernsehserie, 4 Episoden, verschiedene Rollen)
- 1956–1971: Rauchende Colts (Gunsmoke) (Fernsehserie, 7 Episoden, verschiedene Rollen)
- 1957: Cavalcade of America (Fernsehserie, Episode 5x18)
- 1957: Vater ist der Beste (Father Knows Best, Fernsehserie, Episode 3x33)
- 1957: Suspicion (Fernsehserie, Episode 1x11)
- 1957–1958: Telephone Time (Fernsehserie, 2 Episoden, verschiedene Rollen)
- 1957–1961: Ihr Star: Loretta Young (Fernsehserie, 2 Episoden, verschiedene Rollen)
- 1958: Have Gun – Will Travel (Fernsehserie, Episode 1x21)
- 1958: Die Brüder Karamasow (The Brothers Karamazov)
- 1958: Die blonde Venus (Screaming Mimi)
- 1958: Steve Canyon (Fernsehserie, Episode 1x01)
- 1958–1966: Perry Mason (Fernsehserie, 5 Episoden, verschiedene Rollen)
- 1959: Whirlybirds (Fernsehserie, Episode 3x16)
- 1959: Cry Tough
- 1959: Abenteuer im wilden Westen (Zane Grey Theater, Fernsehserie, 2 Episoden, verschiedene Rollen)
- 1959: Westinghouse Desilu Playhouse (Fernsehserie, Episode 2x03)
- 1959: Im letzten Augenblick (Troubleshooters, Fernsehserie, Episode 1x06)
- 1959: Menschen im Weltraum (Men Into Space, Fernsehserie, Episode 1x05)
- 1959: Wenn man Millionär wär (The Millionaire, Fernsehserie, Episode 6x11)
- 1959: Playhouse 90 (Fernsehserie, 3 Episoden)
- 1959: Destination Space (Fernsehfilm)
- 1959–1960: One Step Beyond (Fernsehserie, 2 Episoden, verschiedene Rollen)
- 1959–1960: June Allyson Show (Fernsehserie, 2 Episoden, verschiedene Rollen)
- 1959–1964: Tausend Meilen Staub (Rawhide, Fernsehserie, 4 Episoden, verschiedene Rollen)
- 1960: The Rebel (Fernsehserie, Episode 1x13)
- 1960: Johnny Midnight (Fernsehserie, Episode 1x01)
- 1960: Im wilden Westen (Death Valley Days, Fernsehserie, Episode 8x14)
- 1960: Startime (Fernsehserie, Episode 1x16)
- 1960: Am Fuß der blauen Berge (Laramie, Fernsehserie, Episode 1x22)
- 1960: Kein Fall für FBI (The Detectives, Fernsehserie, Episode 1x19)
- 1960: Der Kopfgeldjäger (Wanted: Dead or Alive, Fernsehserie, 2 Episoden, verschiedene Rollen)
- 1960: Von Cowboys, Sheriffs und Banditen (Johnny Ringo, Fernsehserie, Episode 1x28)
- 1960: Wrangler (Fernsehserie, Episode 1x05)
- 1960: The Aquanauts (Fernsehserie, Episode 1x02)
- 1960: Stagecoach West (Fernsehserie, Episode 1x09)
- 1960: Hong Kong (Fernsehserie, Episode 1x11)
- 1960: The Yank (Fernsehfilm)
- 1960–1961: Unwahrscheinliche Geschichten (The Twilight Zone, Fernsehserie, 2 Episoden, verschiedene Rollen)
- 1960–1961: Thriller (Fernsehserie, 2 Episoden, verschiedene Rollen)
- 1960–1962: Outlaws (Fernsehserie, 3 Episoden, verschiedene Rollen)
- 1960–1962: Route 66 (Fernsehserie, 3 Episoden, verschiedene Rollen)
- 1960–1969: Bonanza (Fernsehserie, 3 Episoden, verschiedene Rollen)
- 1961: Ein charmanter Hochstapler (The Great Impostor)
- 1961: The Islanders (Fernsehserie, Episode 1x17)
- 1961: Shirley Temple’s Storybook (Fernsehserie, Episode 2x20)
- 1961: Geständnis einer Sünderin (Sanctuary)
- 1961: The Law and Mr. Jones (Fernsehserie, 2 Episoden, verschiedene Rollen)
- 1961: Make Room for Daddy (Fernsehserie, Episode 8x27)
- 1961: Preston & Preston (The Defenders, Fernsehserie, Episode 1x03)
- 1961: Alcoa Premiere (Fernsehserie, Episode 1x04)
- 1961: The Investigators (Fernsehserie, Episode 1x07)
- 1961: Target: The Corruptors (Fernsehserie, Episode 1x13)
- 1961: Sprung aus den Wolken (Ripcord, Fernsehserie, Episode 1x09)
- 1962: The Tall Man (Fernsehserie, Episode 2x33)
- 1962: The DuPont Show of the Week (Fernsehserie, Episode 1x27)
- 1962: Sam Benedict (Fernsehserie, Episode 1x06)
- 1963: The Eleventh Hour (Fernsehserie, Episode 1x23)
- 1963: The Dakotas (Fernsehserie, Episode 1x17)
- 1963: Der kleine Vagabund (The Littlest Hobo, Fernsehserie, Episode 1x03)
- 1963: Katy (Fernsehserie, Episode 1x06)
- 1963: Ben Casey (Fernsehserie, Episode 3x08)
- 1963: The Outer Limits (Fernsehserie, Episode 1x07)
- 1963: The Fugitive (Fernsehfilm)
- 1963–1964: Das große Abenteuer (The Great Adventure, Fernsehserie, 2 Episoden, verschiedene Rollen)
- 1963–1965: Alfred Hitchcock zeigt (The Alfred Hitchcock Hour, Fernsehserie, 2 Episoden, verschiedene Rollen)
- 1963–1965: Stunde der Entscheidung (Kraft Suspense Theatre, Fernsehserie, 4 Episoden, verschiedene Rollen)
- 1963–1966: Auf der Flucht (The Fugitive, Fernsehserie, 5 Episoden, verschiedene Rollen)
- 1964–1965: Mr. Novak (Fernsehserie, 2 Episoden, verschiedene Rollen)
- 1964: Take Me to Your Leader (Fernsehfilm)
- 1964: Suspense (Fernsehserie, Episode 1x10)
- 1965: Kentucky Jones (Fernsehserie, Episode 1x15)
- 1965: Zivilcourage (Profiles in Courage, Fernsehserie, Episode 1x12)
- 1965: The John Forsythe Show (Fernsehserie, Episode 1x01)
- 1965: Die Leute von der Shiloh Ranch (The Virginian. Fernsehserie, Episode 4x03)
- 1965: Der Mann ohne Namen (A Man Called Shenandoah, Fernsehserie, Episode 1x07)
- 1965: 12 O’Clock High (Fernsehserie, Episode 2x15)
- 1965–1966: Stationsarzt Dr. Kildare (Dr. Kildare, Fernsehserie, 2 Episoden, verschiedene Rollen)
- 1965–1967: Verrückter wilder Westen (The Wild Wild West, Fernsehserie, 2 Episoden, verschiedene Rollen)
- 1966: Geächtet (Branded, Fernsehserie, Episode 2x16)
- 1966: FBI (The F.B.I., Fernsehserie, Episode 1x16)
- 1966: Die Monroes (The Monroes, Fernsehserie, Episode 1x10)
- 1966: Unser trautes Heim (Please Don’t Eat the Daisies, Fernsehserie, Episode 2x11)
- 1967: Disney-Land (Disneyland, Fernsehserie, 2 Episoden)
- 1967: Raumschiff Enterprise (Star Trek, Fernsehserie, Episode 1x10)
- 1967: Gefährlicher Alltag (The Felony Squad) (Fernsehserie, 3 Episoden, verschiedene Rollen)
- 1967: Invasion von der Wega (The Invaders, Fernsehserie, Episode 2x04)
- 1967: Tarzan (Fernsehserie, 2 Episoden, verschiedene Rollen)
- 1967: Die Lady und ihre Gauner (Fitzwilly)
- 1967–1969: Judd for the Defense (Fernsehserie, 2 Episoden, verschiedene Rollen)
- 1968: Elizabeth the Queen (Fernsehfilm)
- 1968: Big Valley (Fernsehserie, Episode 3x21)
- 1968: In Enemy Country
- 1968: Twen-Police (Fernsehserie, Episode 1x06)
- 1969: Strategy of Terror
- 1969: Pulver und Blei (Heaven with a Gun)
- 1970: Nachdenkliche Geschichten (Insight, Fernsehserie, Episode 1x323)
- 1970: Süß, aber ein bißchen verrückt (That Girl, Fernsehserie, Episode 4x20)
- 1970: Dr. med. Marcus Welby (Marcus Welby, M.D., Fernsehserie, Episode 1x26)
- 1970: The Andersonville Trial (Fernsehfilm)
- 1970: Herrscher der Insel (The Hawaiians)
- 1970: Die jungen Anwälte (The Young Lawyers, Fernsehserie, Episode 1x07)
- 1970: The Immortal (Fernsehserie, Episode 1x12)
- 1970–1972: Mannix (Fernsehserie, 2 Episoden, verschiedene Rollen)
- 1971: Die Zwei von der Dienststelle (The Partners, Fernsehserie, Episode 1x02)
- 1971: O’Hara, U.S. Treasury (Fernsehserie, Episode 1x12)
- 1971: The Man and the City (Fernsehserie, Episode 1x13)
- 1971: They Call It Murder (Fernsehfilm)
- 1972: Wo alle Wege enden (Night Gallery, Fernsehserie, Episode 2x16)
- 1972: Sheriff Cade (Fernsehserie, Episode 1x20)
- 1972: The Sixth Sense (Fernsehserie, Episode 1x08)
- 1972: The Delphi Bureau (Fernsehserie, Episode 1x01)
- 1973: Kung Fu (Fernsehserie, Episode 1x04)
- 1973: Notruf California (Emergency!, Fernsehserie, Episode 2x20)
- 1973: Santee, der Einzelgänger (Santee)
- 1974: The First Woman President (Fernsehfilm)
- 1974: Sierra (Fernsehserie, Episode 1x06)
- 1974: Planet der Affen (Planet of the Apes, Fernsehserie, Episode 1x10)
- 1975: The Specialists (Fernsehfilm)
- 1975: Cannon (Fernsehserie, Episode 5x01)
- 1975: Kate McShane (Fernsehserie, Episode 1x04)
- 1971–1975: Der Chef (Ironside, Fernsehserie, 2 Episoden, verschiedene Rollen)
- 1976: Mobile One (Fernsehserie, Episode 1x13)
- 1976: Sara (Fernsehserie, Episode 1x03)
- 1976: Ark II (Fernsehserie, Episode 1x05)
- 1976: Phyllis (Fernsehserie, Episode 2x07)
- 1977: Lou Grant (Fernsehserie, Episode 1x10)
- 1978: B.J. und der Bär (B.J. and the Bear) (Fernsehserie)
- 1978: The Immigrants (Fernsehfilm)
- 1978–1982: Quincy (Quincy, M. E., Fernsehserie, 4 Episoden, verschiedene Rollen)
- 1979: Weißes Haus, Hintereingang (Backstairs at the White House, Mini-Serie, Episode 1x02)
- 1979: Der letzte Coup der Dalton Gang (The Last Ride of the Dalton Gang, Fernsehfilm)
- 1980: Drei Engel für Charlie (Charlie’s Angels, Fernsehserie, 2 Episoden)
- 1980: Casino (Fernsehfilm)
- 1980: Condominium (Mini-Serie, 2 Episoden)
- 1981: Buck Rogers (Fernsehserie, Episode 1x10)
- 1981: Der unglaubliche Hulk (The Incredible Hulk, Fernsehserie, 2 Episoden)
- 1981–1982: Falcon Crest (Fernsehserie, 3 Episoden)
- 1983: Die Zeitreisenden (Voyagers!, Fernsehserie, Episode 1x13)
- 1983: Angel of H.E.A.T.
- 1983–1988: Simon & Simon (Fernsehserie, 4 Episoden, verschiedene Rollen)
- 1984: The Mississippi (Fernsehserie, Episode 2x16)
- 1984: Der Krieger und die Hexe (The Warrior and the Sorceress)
- 1984: Magnum (Magnum, p.i.) (Fernsehserie, Episode 5x08)
- 1986: The Check Is in the Mail...
- 1986–1987: Unter der Sonne Kaliforniens (Knots Landing, Fernsehserie, 5 Episoden)
- 1987: Agentin mit Herz (Scarecrow and Mrs. King, Fernsehserie, Episode 4x15)
- 1988: Der Hogan-Clan (The Hogan Family, Fernsehserie, Episode 3x21)